# Fontaine-le-Comte
Fontaine-le-Comte es una población y comuna francesa, situada en la región de Poitou-Charentes, departamento de Vienne, en el distrito de Poitiers y cantón de Poitiers-5.

## Demografía
| 591 | 555 | 494 | 544 | 610 | 611 | 652 | 664 | 704 | 717 | 721 | 734 | 702 | 648 | 659 | 669 | 657 | 628 | 621 | 631 | 544 | 549 | 539 | 536 | 533 | 546 | 533 | 655 | 1 034 | 2 198 | 2 730 | 3113 | 3 408 |
| Para los censos de 1962 a 1999 la población legal corresponde a la población sin duplicidades (Fuente: INSEE [Consultar]) |     |     |     |     |     |     |     |     |     |     |     |     |     |     |     |     |     |     |     |     |     |     |     |     |     |     |     |       |       |       |      |       |

## Hermanamientos
- Colunga (España), desde el 10 de septiembre de 1994.[5]